# U 100 (U-Boot, 1917)
U 100  war ein diesel-elektrisches U-Boot der deutschen Kaiserlichen Marine, das im Ersten Weltkrieg zum Einsatz kam. 

## Einsätze
U 100 lief am 25. Februar 1917 bei der AG Weser in Bremen vom Stapel und wurde am 16. April 1917 in Dienst gestellt. Ab Ende Mai 1917 war das Boot der II. U-Flottille in Helgoland und Wilhelmshaven zugeordnet.
U 100 führte während des Ersten Weltkriegs acht Unternehmungen im östlichen Nordatlantik um die britischen Inseln durch. Dabei wurden acht Handelsschiffe mit einer Gesamttonnage von 27.625 BRT versenkt. Darunter befanden sich neben Schiffen der Kriegsgegner auch Schiffe unter Flaggen neutraler Länder.
Das größte von U 100 versenkte Schiff war das britische Passagierschiff Lake Michigan mit 9.288 BRT. Die Lake Michigan wurde am 16. April 1918 auf ihrer Fahrt von Liverpool nach St. John etwa 93 Seemeilen nordwestlich von Eagle Island (County Mayo, Irland) versenkt. Dabei kam eine Person ums Leben.

## Verbleib
U 100 zählte zu den Booten, die den Krieg überstanden und im November 1918 an das Vereinigte Königreich ausgeliefert wurden. Die Verschrottung erfolgte im Jahr 1922 in Swansea (Südwales).

## Kommandanten
- Kapitänleutnant Freiherr Degenhart von Loë (31. Mai 1917 bis 30. September 1918)
- Kapitänleutnant Friedrich Götting (1. Oktober 1918 bis 11. November 1918)